# دولت سوئد
دولت پادشاهی سوئد (به سوئدی: Konungariket Sveriges regering) کابینه و قوه مجریه سوئد است.
هیئت دولت را حزب یا مجموعه‌ای از احزاب تشکیل می‌دهند که بیش از ۱۷۵ (از میان ۳۴۹) کرسی در پارلمان دارند. نخست‌وزیر مسئول انتصاب وزیران است که روی هم رفته، کابینه را تشکیل می‌دهند. نخست‌وزیر همچنین فعالیت‌های کابینه را هماهنگ می‌کند و مسئولیت نهایی سیاست دولت را بر عهده دارد. بسیاری از وزیران (البته نه همه آنها) ریاست وزارت‌خانه‌های مربوط را بر عهده دارند. روش حاکمیت که در قانون اساسی آمده‌است، مستلزم آن است که تصمیمات باید به صورت جمعی اتخاذ شود. وزارت‌خانه‌ها فقط در صورتی می‌توانند مستقل تصمیم بگیرند که موضوع تصمیم فقط مربوط به یک وزارت‌خانه خاص باشد.
کابینه در برابر پارلمان، باید پاسخگو باشد و به حمایت پارلمان در پیگیری سیاست‌ها نیاز دارد. وزارتخانه‌ها و نهادهای دیگر هیئت دولت حدود ۴۵۰۰ کارمند دارند که حدود ۲۰۰ نفر از آنها، به شکل سیاسی منصوب می‌شوند. آن کارمندانی که به شکل سیاسی منصوب نمی‌شوند، در صورت تغییر دولت، ابقا می‌شوند.